# Kaiser-Walzer
Kaiser-Walzer (Kejsarvalsen), op. 437, är en vals av Johann Strauss den yngre. Den spelades första gången den 21 oktober 1889  i den nya konsertsalen Königsbau i Berlin.

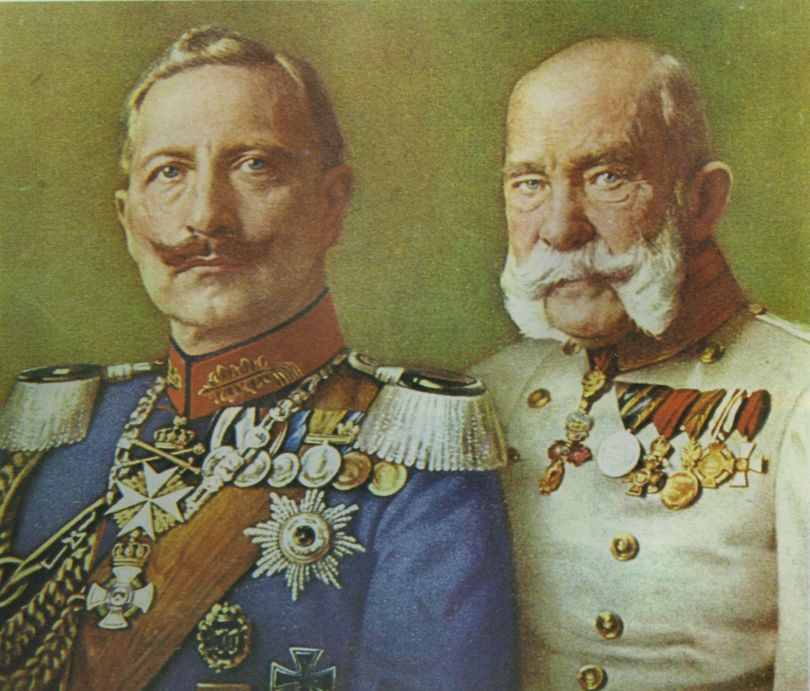
Kejsar Vilhelm II av Tyskland och kejsar Frans Josef II av Österrike-Ungern.

## Historia
Till öppnandet av den nya konsertsalen "Königsbau" i Berlin den 19 oktober 1889 hade man bjudit in flera kompositörer och dirigenter. Emile Waldteufel från Paris och Johann Strauss från Wien var två i raden. Då Strauss hade lockats med att få spela fem kvällar i rad och utlovats generösa arbetsvillkor, samt en orkester på cirka 100 musiker, accepterade han erbjudandet och for till Berlin den 10 oktober 1889. Redan den 5 oktober hade tidningarna i Wien och Berlin offentliggjort nyheten att Strauss hade "komponerat en rasande ny vals" för tillfället. Valsen hade titeln Hand in Hand, vilket syftade på en skål som den österrikiske kejsaren Frans Josef I hade utbringat för den tyske kejsaren Vilhelm II, och avsåg det faktum att Österrike hade "sträckt ut sin hand i vänskap" till Tyskland. 
Strauss tyske förläggare Fritz Simrock föreslog emellertid för Strauss att "Kaiser-Walzer" skulle vara en mer passande titel, då man på så sätt inte pekade ut någon av kejsarna men samtidigt tillfredsställde deras fåfänga. Det var under den nya titeln som valsen framfördes första gången den 21 oktober (två dagar efter själva invigningen) 1889 i Berlin. Johann Strauss dirigerade själv den stora orkestern och inom några dagar hade nyheten om valsen spritt sig över hela Europa och nådde också Wien. Där skaffade konkurrenten Carl Michael Ziehrer snabbt klaverutdraget till valsen och orkestrerade den enligt egna idéer och presenterade verket för wienarna vid en konsert i "Variete Ronacher" den 11 november 1889. Tilltaget upprörde Strauss, som meddelade att han personligen skulle dirigera valsen "orkestrerad enligt originalet" vid en konsert med Capelle Strauss i Musikverein den 21 november. Succén var given och publiken jublade. Tidningen Fremden-Blatt skrev: " 'Kaiser-Walzer' började preussiskt krigiskt, man bokstavligen såg och hörde vakterna från gamle Fritz [= Fredrik den Store] dagar marschera förbi - men sedan kom wienaren i kompositören fram och allt blev återigen äkta wienskt, flotta takter och toner. Slutet är mycket intressant. Valsen får därigenom en stämningsfylld avslutning."

## Om valsen
Speltiden är ca 12 minuter och 54 sekunder plus minus några sekunder beroende på dirigentens musikaliska tolkning.
Valsen börjar med 74 takter marschmusik, men mer antydda och som drar förbi utan att komma närmare. En förkänning av huvudmotivet väller upp i orkestern men suddas åter ut och marschen återkommer. Några hornsignaler ljuder och en fiol drillar i uppåtstigande passager. Motivet återkommer och spelas nu av fler instrument.

## Nyårskonserten från Wien
Vid den årliga Nyårskonserten från Wien har Kaiser-Walzer framförts följande år:
| - 1939 - Clemens Krauss - 1942 - Clemens Krauss - 1943 - Clemens Krauss - 1944 - Clemens Krauss - 1948 - Clemens Krauss - 1949 - Clemens Krauss - 1947 - Josef Krips | - 1955 - Willi Boskovsky - 1961 - Willi Boskovsky - 1965 - Willi Boskovsky - 1968 - Willi Boskovsky - 1975 - Willi Boskovsky - 1982 - Lorin Maazel - 1996 - Lorin Maazel | - 1987 - Herbert von Karajan - 1991 - Claudio Abbado - 2003 - Nikolaus Harnoncourt - 2008 - Georges Prêtre - 2016 - Mariss Jansons - 2021 - Riccardo Muti |

## Weblänkar
- Kaiser-Walzer i Naxos-utgåvan.